# María Pardina
María Pardina Ramos (también conocida como Marusia o nuestra Marusia) (Madrid, 1923 - Leningrado, 1942) fue una joven española que participó en la guerra civil española y en la defensa de Leningrado.

## Biografía
Estuvo en el frente de Madrid durante la guerra civil española como enfermera, saliendo evacuada para la Unión Soviética junto con su hermano Mariano e incorporándose a la colonia infantil de Odesa. En 1940 llegó a la Casa de la Juventud Española de Leningrado. Ella trabajó en la fábrica "Bandera Roja".  
Iniciada la Segunda Guerra Mundial, en junio de 1941, junto con otros 73 jóvenes españoles, se presentó voluntaria para la defensa de Leningrado frente a las tropas alemanas, incorporándose al 3.º regimiento de voluntarios de Leningrado. Aunque insistió, los militares soviéticos no le permitieron participar como combatiente, dejándola en la retaguardia para atender a los heridos como auxiliar del Ejército Rojo. Entre junio y septiembre de 1941 destacó en la zona sur de la ciudad por su trabajo, atención y cuidado de los heridos.
El diario Leningrádskaya Pravda, que se publicaba en la ciudad sitiada, le rindió un homenaje por su valor y heroísmo; las autoridades militares soviéticas, a propuesta de los mandos de la ciudad, la condecoraron con la Orden de la Bandera Roja. Tras unos días de descanso que pasó en Moscú, regresó a Leningrado. Durante una de las acciones de las unidades de voluntarios frente a los carros de combate alemanes, María se incorporó a las unidades de combate, cayendo en la lucha.
Obtuvo a título póstumo la ciudadanía soviética y fue de nuevo condecorada con una segunda medalla de la Orden de la Bandera Roja.

## Premios
- Orden de la Bandera Roja, dos veces.